# 成宗 (杉並区)
成宗（なりむね）は、東京都杉並区にかつて存在した町名。1丁目から3丁目まで存在した。現在の杉並区大宮・成田東・成田西のそれぞれ一部にあたる。

## 地理
杉並区の青梅街道南側、五日市街道沿いを中心とした区域。現在の杉並区大宮2丁目・成田東1-3丁目・成田西1-2丁目にあたる。小名・小字には白幡・尾崎・矢倉などの名が見られた。

## 歴史
伝承によれば、源頼義が東征の途上にこの地に赴いた際に、白い幡を翻したような奇雲がたなびいたと言われており、これが小名のひとつ白旗の由来であり、またこの旗の尾のあたりが後の小名のひとつ尾崎であったといわれている。またこの地には鎌倉時代の御家人・中野左衛門尉成宗が鎌倉街道監視のために砦と柵を築いたといわれている。
成宗村の名は室町時代後期の記録に既に残されている。小田原衆所領役帳における江戸衆の島津孫四郎の所領として「廿一貫文 永福寺」とあり、その追記に「沼袋ニモ有之、成宗ニモ有之、目黒内ニモ有之」という記述が見られる。太田道灌は家臣を遣わして字矢倉の砦・柵を守らせたと伝えられ、また鎌倉街道がこの地を通っていたという伝承も残されており、この地が地形上また軍事上の武蔵野の拠点のひとつであったことが考えられる。
江戸時代には多摩郡野方領のうちであり、武蔵田園簿によれば村高は208石であった。初めは岡部小二郎の知行だったが後に天領となった。享保年間に成宗村新田が開かれると村高は増加し、天保郷帳によれば319石と記録されている。助郷は青梅街道中野宿・中山道板橋宿に出役しており、さらに将軍日光社参・日光法会の際には日光街道古賀宿・杉戸宿への加助郷が課された。
成宗村は1872年（明治5年）には東京府に、1878年（明治11年）には東多摩郡に属した。1889年（明治22年）の町村制施行によって杉並村の大字となり、1924年（大正13年）からは杉並村の町制施行により杉並町の大字となる。1932年（昭和7年）には杉並町が和田堀町・井荻町・高井戸町ともに東京市に編入され、杉並区成宗1丁目から3丁目となった。
成宗には今村力三郎の宏大な邸宅があり、1万平方メートルの敷地内にはボートが浮かべられるほどの池もあったが、1946年に専修大学にそのほとんどが寄付された。
成宗は1968年（昭和43年）から翌1969年（昭和44年）にかけて、東田町・西田町とともに大宮・成田西・成田東・荻窪などに分割統合され、地名としての成宗は消滅した。成宗の名は児童遊園「成宗公園」の名に残っている。

### 地名の由来
字矢倉に江戸期・延享年間に名主だった長十郎の祖先である鎌倉時代の御家人・中野左衛門尉成宗（成宗氏）の居館跡があったと伝えられており、室町時代には太田道灌は家臣を遣わしてこの砦を守らせたと伝えられている。